# پند رحیم شاه
پند رحیم شاه (به انگلیسی: Pind Rahim Shah) یک روستا در پاکستان است که در پنجاب واقع شده‌است.